# Cratere Lassell (Luna)

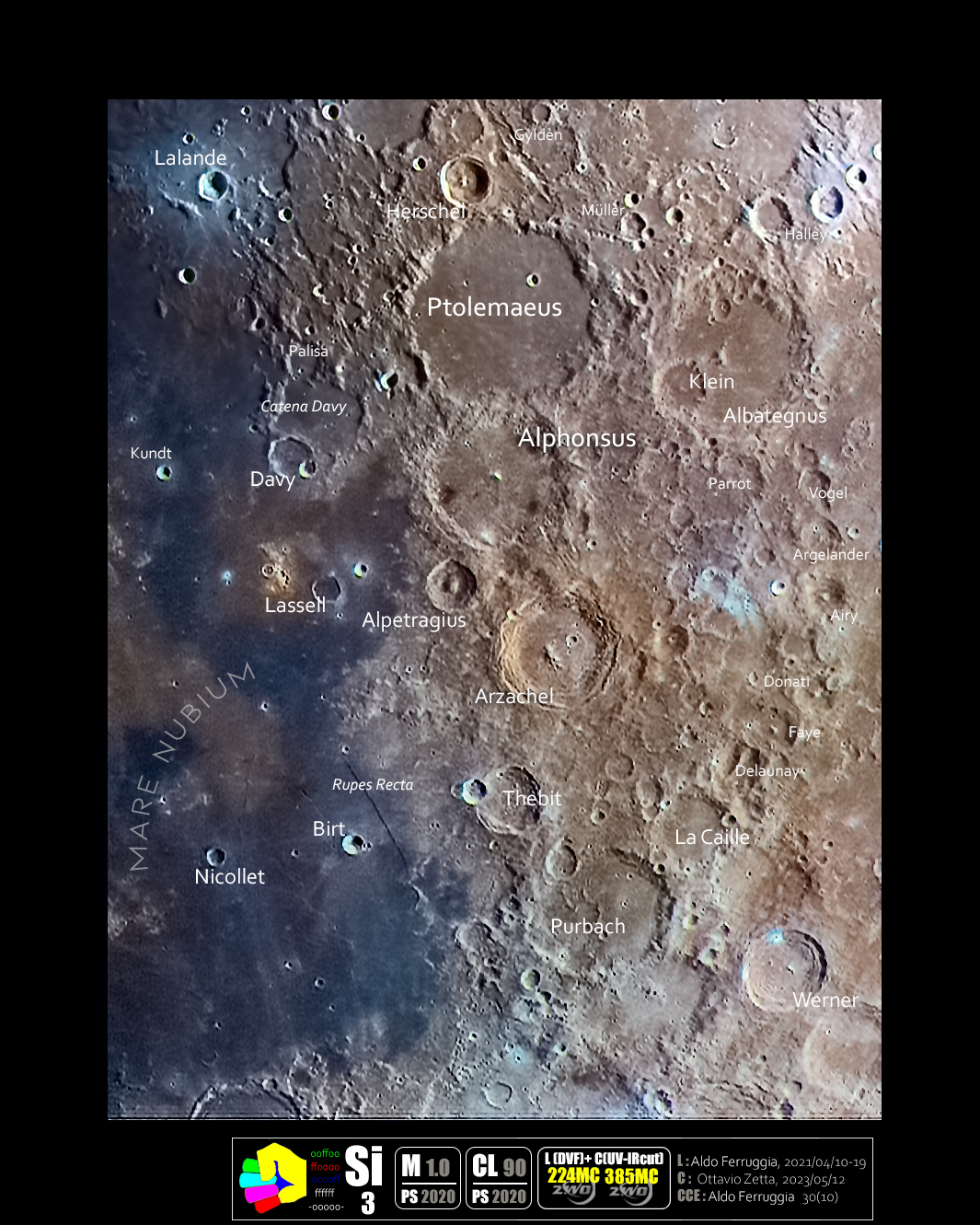
Il cratere con le strutture vicine in una Immagine Selenocromatica(Si)

Lassell è un cratere lunare di 21,82 km situato nella parte sud-occidentale della faccia visibile della Luna.
Il cratere è dedicato all'astronomo britannico William Lassell.

## Crateri correlati
Alcuni crateri minori situati in prossimità di Lassell sono convenzionalmente identificati, sulle mappe lunari, attraverso una lettera associata al nome.
| Lassell | Coordinate            | Diametro (in km) |
| ------- | --------------------- | ---------------- |
| A       | 16°46′12″S 6°52′48″W  | 2,03             |
| B       | 16°13′12″S 7°41′24″W  | 2,97             |
| C       | 14°40′48″S 9°21′36″W  | 8,74             |
| D       | 14°35′24″S 10°28′48″W | 1,96             |
| E       | 18°14′24″S 10°13′12″W | 4,82             |
| F       | 17°09′00″S 12°29′24″W | 4,67             |
| G       | 14°49′12″S 8°59′24″W  | 6,19             |
| H       | 14°32′24″S 11°16′12″W | 3,76             |
| J       | 14°46′48″S 10°28′12″W | 3,22             |
| K       | 15°04′48″S 8°57′00″W  | 3,94             |
| M       | 14°12′36″S 8°48′00″W  | 2,82             |
| S       | 18°17′24″S 8°34′12″W  | 3,34             |
| T       | 17°04′12″S 8°49′48″W  | 2,16             |